# محمد مصطفى ندياي
محمد مصطفى ندياي (بالفرنسية: Mohamed Moustapha N'diaye)‏ هو لاعب كرة قدم سنغالي في مركز الهجوم، ولد في 19 يناير 1984 في غيديوية ‏ في السنغال. لعب مع روبين قازان وموانغتونغ يونايتد ونادي جان دارك ونادي كلنتن ونادي هوانغ آنه جيا لاي.